# Gimel (lettre)
Pour les articles homonymes, voir Gimel.
| Phénicien | Hébreu | Hébreu | Cursive |
| --------- | ------ | ------ | ------- |
| Gimel     | ג      | ג      |         |

Une couronne de 3 taguim sur le ג.

Gimel, Gimal, Ghimel, Djimel ou encore Guimel (ג, prononcé /g/ , /ɣ/ ou /d͡ʒ/ ) est la troisième lettre de l'alphabet hébreu. Elle dérive d'une lettre de l'alphabet phénicien et est donc apparentée au gamma (Γ, γ) de l'alphabet grec et aux lettres latines C et G.
Le mot hébreu גמל signifie « chameau ». La forme de la lettre Gimel évoque la tête et les pattes avant de l'animal.
Sa valeur numérique est 3.
Le caractère Unicode de ג est 05D2.

## Particularités
- Dans le jeu du Dreydel, chacune des 4 faces de la toupie porte une lettre : נ ג ה ש qui sont les initiales de la phrase "Nes Gadol Haya Sham" = "un grand miracle s'est produit là-bas". Lorsque les enfants jouent avec pendant la fête de Hanoucca, si la toupie tombe sur ג (Gimel) - gants, le joueur rafle la mise, et chacun remet un dans le pot (G comme "Gimme!", "Give me!" en anglais, gants = tout en yiddish)

- Cette lettre fait partie des 7 lettres qui peuvent être couronnées de 3 taguim (תָּגִים).
 Ces 7 lettres sont : ג ז ט נ ע צ ש